# 아스팔트 정글
《아스팔트 정글》(영어: The Asphalt Jungle)은 1950년 개봉한 미국의 필름 느와르, 하이트스 영화이다. 존 휴스턴이 감독과 공동각본을 맡았으며, W. R. 버넷의 동명 소설이 영화의 원작이다. 2008년 미국 국립영화등기부에 등재되었다.

## 줄거리
교활한 범죄자 어윈 "닥" 리덴슈나이더는 감옥에서 풀려난 후, 이름 없는 중서부 강변 도시에 있는 코비라는 도박업자를 찾아간다. 닥은 보석 강도짓을 위해 금고털이범, 운전수, 폭력배 세 사람을 고용하는 데 5만 달러가 필요하다. 코비는 닥과 상류층 변호사이자 알려진 해결사인 알론조 에머리히를 만나게 한다. 닥은 에머리히에게 절도 사건으로 50만 달러 이상을 벌 수 있을 것이라고 말한다. 에머리히는 돈을 선불하고 장물아비를 찾기로 동의한다. 그들이 떠난 후, 에머리히는 어린 여자친구 안젤라가 소파에서 잠든 것을 발견한다. 사립 탐정 밥 브래넘이 에머리히를 찾아와 빚을 받으려 하지만, 에머리히는 파산 상태였고 브래넘을 설득하여 다른 사람들을 배신하도록 돕게 하며, 보석을 가지고 도주할 계획을 제안한다.
닥은 루이 치아벨리를 금고털이범으로 확보한다. 치아벨리는 곱사등이 식당 주인인 거스 미니시만을 도주 운전수로 신뢰한다. 마지막으로 고용된 딕스 핸들리는 자신을 사랑하는 돌 코노반에게 끔찍한 해를 보낸 후 가족이 잃었던 말 농장을 사겠다는 꿈을 이야기한다. 보석상에 들어가기 위해 치아벨리는 벽돌 벽을 망치로 뚫고, 경보를 해제하여 닥과 딕스를 들여보낸 다음, 나이트로글리세린을 사용하여 금고를 연다. 그러나 폭발은 여러 강도 경보를 울리고, 딕스는 경비원을 때린다. 경비원은 리볼버를 떨어뜨리고 총이 발사되어 치아벨리의 복부에 맞는다. 일행은 도주하고 경찰의 수색이 시작된다.
치아벨리는 거스에게 자신을 집으로 데려다 달라고 고집한다. 치아벨리의 아내는 그를 병원으로 데려가기를 원하지만, 거스는 신뢰할 수 있지만 불법적인 의사를 부른다. 닥과 딕스는 에머리히의 집에 도착하지만, 에머리히가 시간을 벌려는 시도를 알아차린다. 이를 깨달은 브래넘은 총을 뽑지만, 딕스에게 살해당하고 딕스는 옆구리에 찰과상을 입는다. 닥은 에머리히의 어리석은 계획을 꾸짖고 그에게 의심을 피하기 위해 보석상의 보험 회사에 보석 가치의 25%를 제안하라고 말한다.
에머리히는 브래넘의 시체를 강에 버린다. 경찰은 시체에서 에머리히의 편지지에 적힌 채무자 명단을 발견한다. 그들이 에머리히를 심문하자, 에머리히는 애인인 안젤라 핀레이와 밤을 보냈다고 주장한다. 코비의 급여를 받고 경찰국장 하디의 조사를 두려워하는 부패한 경찰관 디트리히는 코비를 고백하도록 때려 그를 곤경에서 벗어나려 애썼으나 소용없었다. 하디 국장은 안젤라의 집에서 에머리히를 체포하고 에머리히에게 알리바이를 제공한 죄로 그녀를 감옥에 보낼 것이라고 위협한다. 경찰이 에머리히에게 아내에게 전화할 수 있도록 방을 떠나게 하자, 그는 스스로 목숨을 끊는다.
거스가 체포된 후, 그는 감옥에서 코비를 공격한다. 경찰은 치아벨리를 체포하기 위해 그의 집으로 가지만, 강제로 들어가자 그의 장례식이 진행 중인 것을 발견한다. 돌의 아파트에서 닥은 딕스에게 보석 일부를 주지만, 딕스는 거절한다. 돌은 딕스를 위해 차를 확보하고 그와 동행하겠다고 주장한다. 닥은 택시 운전사를 설득하여 몇 시간 거리에 있는 클리블랜드로 자신을 데려다 달라고 한다. 그들은 길가의 식당에 들렀는데, 닥은 주크박스에 맞춰 춤을 추는 예쁜 젊은 여성에게 매료된다. 지연 때문에 닥은 두 명의 경찰관에게 발각되고, 경찰관들은 그의 오버코트에서 훔친 보석을 발견한 후 그를 체포한다. 혈액 손실로 고통받던 딕스는 운전대에서 기절한다. 그는 의사에게 옮겨지고, 의사는 총상 소식을 지역 경찰에 전화로 신고한다. 딕스는 의식을 되찾고 탈출한다.
기자회견에서 하디는 7명의 용의자 중 3명이 사망했고, 3명은 체포되었으며, 1명은 풀려난 베테랑 킬러라고 언급한다. 다시 운전대를 잡은 딕스는 블루그래스 컨트리의 구불구불한 푸른 들판을 지나며 횡설수설한다. 그는 어린 시절 목초지에 도착하여 쓰러진다. 돌은 도움을 청하러 달려가고, 말들이 그 주위에 모인다.

## 출연

### 주연
- 스테링 하이든
- 루이스 칼헌
- 진 헤이근
- 제임스 휘트모어

### 조연
- 샘 자페
- 존 맥킨타이어
- 마크 로렌스
- 배리 켈리
- 안소니 카루소
- 테레사 셀리
- 마릴린 먼로
- 위 윌리 데이비스
- 도로시 트리
- 브래드 덱스터
- 존 맥스웰

## 기타
- 원작자: W.R. 버넷
- 미술: 랜들 두엘
- 미술: 세드릭 기븐스